# TheocracyWatch
TheocracyWatch es un proyecto del Center for Religion, Ethics and Social Policy (CRESP), localizado en la Cornell University.
Fundado por la activista Joan Bokaer porque "Tras las elecciones de 2000, poca gente se dio cuenta de que la derecha cristiana había tomado el control del Partido Republicano de Estados Unidos".
El mayor área de interés de TheocracyWatch es lo que se considera influenciado por el dominionismo en el gobierno de Estados Unidos. TheocracyWatch tiene como misión "extender la idea de la reestructuración de nuestro gobierno. Queremos tener la palabra y difundirla, que la gente sepa que la derecha cristiana está intentando reemplazar la Constitución de Estados Unidos por una ley bíblica" según comenta Kathleen Damiani, presidenta de TheocracyWatch.
El modo en que TheocracyWath gana influencia sobre el dominionismo es estudiando las tendencias, patrón y estructura de voto de los miembros del congreso. 
El patrón de voto de los legisladores que votan siguiendo la línea de organizaciones como la Christian Coalition, el Family Research Council, el Eagle Forum y la Heritage Foundation, ilustran la fuerza de los dominionistas en el congreso, incluso cuando ninguno de estos grupos se identifica públicamente con el movimiento dominionista.
TheocracyWatch genera vídeos gratuitos disponibles para el público general para distribuir mediante estaciones de televisión públicas.
El "Center for Religion, Ethics and Social Policy" es una agencia independiente sin ánimo de lucro y afiliada a la Cornell University con oficinas administrativas en el  Cornell's Anabel Taylor Hall. TheocracyWatch es uno de los dieciséis proyectos patrocinados por el CRESP.